# Бэрроу, Грэм
Грэм Бэрроу (англ. Graham Barrow; род. 13 июня 1954, Чорли, Англия) — английский футболист, игравший на позиции полузащитника. Впоследствии тренер.

## Карьера
Барроу впервые вошёл в футбольную лигу в относительно позднем возрасте 27 лет в августе 1981 года, когда подписал контракт с «Уиган Атлетик», перейдя из «Олтрингема» за 10 000 фунтов стерлингов. Ранее Бэрроу выступал за свой родной клуб «Чорли» и «Саутпорт». Он стал жизненно важной частью стороны менеджера Ларри Ллойда, будучи мощным физически игроком в полузащите. Один из главных матчей в карьере Грэма случился в финале Трофея Футбольной лиги на стадионе «Уэмбли» в 1985 году. Несмотря на то, что он играл на несвойственной ему позиции нападающего. Он стал любимцев фанатов и провёл за клуб более двухсот игр (179 игр и 36 голов в Лиге). Следующим клубом игрока стал «Честер Сити», в который он перешёл в 1986 году за 6000 тысяч фунтов стерлингов.